# Cydonie Mothersill
Cydonie Mothersill, född den 19 mars 1978 i Jamaica, är en friidrottare från Caymanöarna som tävlar i kortdistanslöpning.
Mothersill flyttade som nioåring till Caymanöarna och deltog vid Olympiska sommarspelen 2000 både på 100 meter och på 200 meter. Båda gångerna åkte hon ut i försöken. Vid VM 2001 i Edmonton blev hon överraskande bronsmedaljör på tiden 22,88. Hon var även i final vid inomhus-VM 2003 i Birmingham där hon slutade fyra på 200 meter. 
Vid VM 2003 i Paris blev hon utslagen i semifinalen på 200 meter. Detsamma hände vid Olympiska sommarspelen 2004. Vid VM 2005 i Helsingfors var hon i final och slutade då åtta på tiden 23,00. Hon missade precis medalj vid Samväldesspelen 2006 där hon slutade fyra. 
Vid både VM 2007 och Olympiska sommarspelen 2008 slutade hon åtta.

## Personliga rekord
- 200 meter - 22,39